# Viuz-en-Sallaz
Viuz-en-Sallaz es una comuna y localidad francesa situada en la región Ródano-Alpes, en el departamento de Alta Saboya, en el distrito de Bonneville.

## Geografía
La comuna está asentada sobre una colina, a medio camino entre Ginebra, Annecy y Chamonix.

## Demografía
| 1 668                     | 1 921 | 1 845 | 2 391 | ABS. | 2 480 | ABS. | 2 826 | ABS. | 2 400 | 2 584 | 2 611 | 2 520 | 2 461 | 2 362 | 2 284 | 2 170 | 2 027 | 2 025 | 1 959 | 1 923 | 1 710 | 1 666 | 1 650 | 1 541 | 1 378 | 1 430 | 1 799 | 2 213 | 2 267 | 2 379 | 2 944 | 3 373 | 3 753 |
| (Fuente: INSEE y Cassini) |       |       |       |      |       |      |       |      |       |       |       |       |       |       |       |       |       |       |       |       |       |       |       |       |       |       |       |       |       |       |       |       |       |

## Lista de alcaldes
- 1983-1995: François Cheneval-Pallud
- 1995-2001: Gilbert Mogeon
- 2001-actualidad: Serge Pittet

## Hermanamientos
- Plouescat,  Francia.